# BigPark
BigPark foi um estúdio de desenvolvimento de software com sede em Vancouver, Canadá. O estúdio fazia parte do Office Media Group da Microsoft e trabalha em uma variedade de projetos de mídia no Office, Windows, OneDrive e SharePoint.

## História
A Microsoft adquiriu a BigPark em 2009, alguns meses antes do anúncio do sensor Kinect (conhecido então como "Project Natal"). Seu primeiro projeto seria Joy Ride, um título de corrida casual que incorporava Avatares do Xbox Live e usava o dispositivo sensor de movimento Kinect. O jogo foi originalmente planejado para ser um jogo Xbox Live Arcade gratuito, mas foi renomeado para Kinect Joy Ride e se tornou um título de lançamento do Kinect. Mais tarde, a empresa se envolveu mais no fornecimento de conteúdo interativo que seria mostrado ao lado da televisão ao vivo como parte da plataforma Xbox One.
Depois de trabalhar no Xbox, BigPark continuou a trabalhar em uma variedade de projetos focados em mídia. Isso inclui aplicativos do Windows, 3D e realidade mista. Em 2018, o BigPark se juntou ao recém-criado Office Media Group para se concentrar em cenários de mídia no Office e no Windows. Em 2020, o estúdio está trabalhando em experiências fotográficas no OneDrive, colaboração e descoberta de mídia no produto Office da Microsoft e experiências de mídia no Windows, inclusive por meio dos aplicativos Paint 3D, 3D Viewer e Photos UWP.

## Jogos
- Kinect Joy Ride - Xbox 360 (2010)
- Kinect Sports: Season Two - Xbox 360 (2011)
- Joy Ride Turbo - Xbox LIVE Arcade (2012)